# Cultura Nuraghi

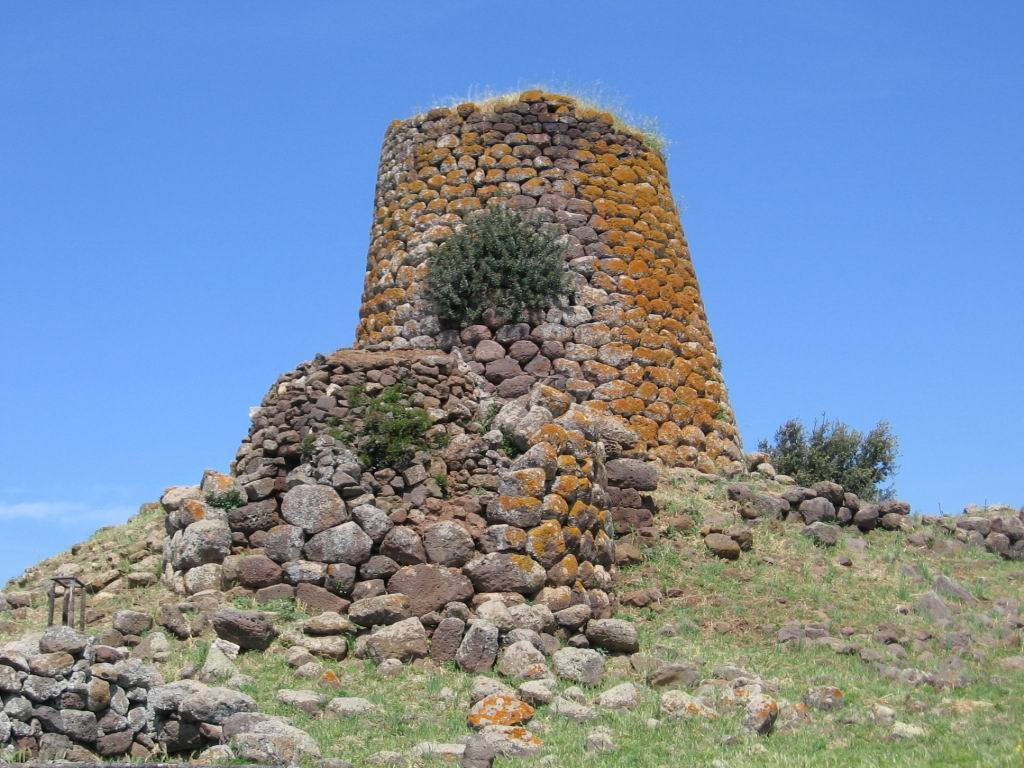
Monumentul de la Nuradeo. Sardinia

Nuraghe sunt construcții tipice ale arhitecturii preistorice din Sardinia.

## Construcțiile
În general sunt construcții conice în formă de turn medieval construite din blocuri masive de piatră și dispuse în mod normal în zone cu o largă vedere panoramică. Clădirile respective nu dispun de fundație, dar totuși sunt stabile, stabilitatea lor fiind dată de dispunerea blocurilor de piatră, care uneori cântăresc câteva tone. Unele din aceste Nuraghi au o înălțime de aproape 20 de metri și se găsesc în număr mare, fiind cunoscute în prezent 8000 de Nuraghi în Sardinia. Se estimează că numărul lor a fost de 30000 de astfel de construcții.
O altă categorie de asfel de construcții sunt cele de tip Nuraghi care au în plus un coridor sau un sistem de coridoare. Unii arheologi pledează pentru încadrarea acestora în categoria construcțiilor de tip tholos.

## Datare
Costrucțiile de tip Nuraghi au apărut în Sardinia într-o perioadă nedeterminată cu exactitate, dar nu mai timpuriu de mileniul VI î.Hr.. Unele elemente au fost datate aproximativ 3500 î.Hr., dar se presupune că majoritatea acestor construcții au fost ridicate la mijlocul epocii bronzului și la sfârșitul acestei perioade. Multe din construcții prezintă o lungă continuitate fiind probabil folosite de populațiile locale până la ocuparea Sardiniei de Imperiul Roman în secolul II î.Hr.
Incertitudinea datării monumentelor de tip nuraghi este tipică arheologiei din acestă regiune. Conform arheologului italian Massimo Pallottino, cercetător ce se ocupă cu studiul preistoriei italiene, civilizația nuragică a creat cea mai avansată și cea mai monumentală cultură arheologică din tot bazinul vestic din Marea Mediterană. Din numărul mare de construcții doar o foarte mică parte a acestora au fost cercetate științific. Foarte multe artefacte aparținând acestei culturi au fost de-a lungul timpului comercializate pe piața neagră de antichități.

## Interpretare

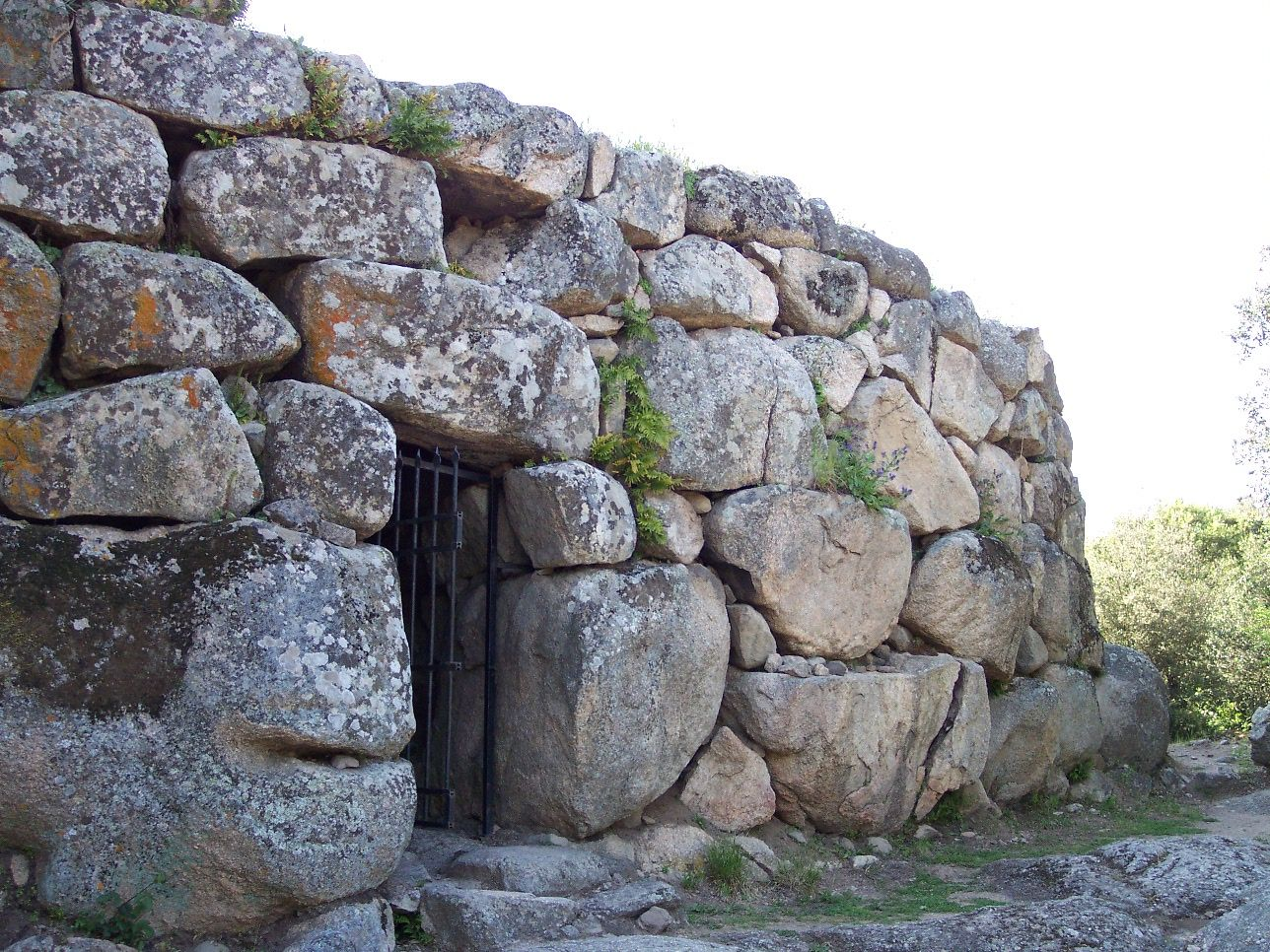
Nuraghe Majori

Interpretarea acestor construcții este încă controversată. Utilizarea termenului nuraghi este pusă în legătură cu temple religioase, întărituri militare sau fortificații, locuințe ale aristocrației locale sau un loc de întâlnire ale mai multor localități rurale sau triburi. Unii cercetători sunt de părere că reprezintă o combinație dintre toate aceste posibilități, cert este că ocupă zone strategice de unde regiuni sau trecători pot fi ușor controlate.
Cert este că aceste construcții monumentale au o puternică încărcătură simbolică. Teorii recente pledează pentru interpretarea lor ca centre de putere locală, un fel de așezământ central pentru mai multe așezări, iar societatea nuragică fiind astfel caracterizată printr-o federalizare a teritoriului ocupat.
Purtătorii culturii nuragice au dezvoltat și artele, celebre fiind mici statuete de bronz denumite "bronzetto", tipice fiind reprezentările unui aristocrat local, scene de vânătoare, foarte rar femei.
Alte monumente ale civilizației nuragice sunt așa numitele morminte megalitice, temple de tip megaron, diverse sanctuare.

## Construcții celebre
Cel mai celebru complex este Su Nuraxi (39°42'21" N, 8°59'26" E), în Barumini, are un turn central construit cu trei etaje, construcția fiind datată aproximativ 1500 î.Hr. Recent acest complex arhitectonic a intrat în lista monumentelor protejate de UNESCO. 
Astfel de construcții se regăsesc în număr mare pe tot teritoriul Sardiniei, cele mai celebre exemple fiind construcțiile de la Serra Orrios, Alghero, Nuradeo, Torralba, Macomer, Abbasanta, Orroli, Villanovaforru, Sarroch, Olbia.
Pentru publicul larg arhitectura de tip Nuraghi este un simbol cultural al Sardiniei, fiind o mare atracție turistică.